# Miki Yakata
Miki Yakata (矢方美紀, Yakata Miki), née le 29 juin 1992 dans la préfecture d'Ōita, au Japon, est une chanteuse, idole japonaise du groupe de J-pop SKE48.